# 로마 공화국의 위기
로마 공화정의 위기는 기원전  133 BCc.부터 기원전 44년까지 이어진 정치적 불안정과 사회적 혼란의 장기적인 시기로, 로마 공화국의 소멸과 로마 제국의 도래로 절정에 달했다.
위기의 원인과 특성은 수십 년에 걸쳐 변화했으며, 여기에는 약탈, 국내외 전쟁, 압도적인 부패, 토지개혁, 로마 시민권의 확대, 심지어는 로마 육군의 구성 변화까지 포함되었다.
현대 학자들도 위기의 본질에 대해 의견이 일치하지 않는다. 전통적으로 시민권(모든 권리, 특권, 의무를 포함) 확대는 당대 살루스트, 현대의 에드워드 기번 및 각자의 학파(고대 및 현대 모두)에 의해 부정적으로 평가되었다. 이는 내부 불화, 로마의 이탈리아 동맹국과의 분쟁, 노예 반란 및 폭동을 야기했기 때문이다. 그러나 다른 학자들은 공화국이 인민의 본질적인 것을 의미했으므로, 가난하고 권리를 박탈당한 사람들이 그들의 정당하고 합법적인 불만을 해소하려 한 것을 비난할 수 없다고 주장했다.

## 단일 위기에 대한 주장
최근에는 공화정 위기가 언제 시작되었는지에 대한 논쟁(아래 참조)을 넘어, 이 사건들이 단일 위기였는지 아니면 다중 위기였는지에 대한 이견도 있었다. 해리엇 플라워는 2010년에 80년 동안 발생한 단일 "위기"보다는 전통적인 공화정 전체를 포괄하는 다수의 "공화정"과 개혁 시도를 포함하는 다른 패러다임을 제안했다. 플라워는 후기 공화정의 단일 위기 대신 일련의 위기와 전환기를 제안한다(기원전 139년 이후의 연대기적 기간만 발췌):
| 기원전 | 설명                                                                                |
| ------ | ----------------------------------------------------------------------------------- |
| 139–88 | 제5 공화정: 노빌레스의 제3 공화정                                                   |
| 88–81  | 술라의 첫 번째 쿠데타로 시작하여 독재정으로 끝나는 전환기                           |
| 81–60  | 제6 공화정: 술라의 공화정 (폼페이와 크라수스의 기원전 70년 집정관직 재임 중 수정됨) |
| 59–53  | 제1차 삼두정치                                                                      |
| 52–49  | 전환기 (카이사르의 내전)                                                            |
| 49–44  | 카이사르의 독재정, 사망 후 짧은 전환기                                              |
| 43–33  | 제2차 삼두정치                                                                      |

각기 다른 공화정은 다른 환경을 가지고 있었고 포괄적인 주제가 추적될 수 있지만, "공격적인 팽창 경향과 주요 정치인들의 무절제한 야망 속에 자체 파멸의 씨앗을 품고 있던 단 하나의 긴 공화정은 없었다." 이러한 관점은 공화정의 몰락을 노빌레스의 공화정 정치 문화 붕괴와 술라의 내전에 이어 카이사르의 내전에서 술라 공화정의 몰락에 초점을 맞춘 맥락에 놓는다.

## 위기 시기

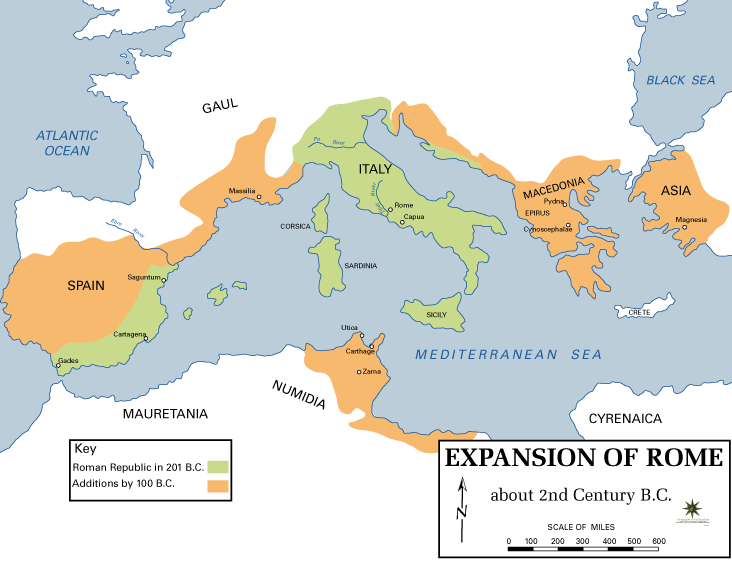
기원전 100년의 로마 공화국

수세기 동안 역사가들은 로마 공화정 위기의 시작, 관련된 특정 위기, 그리고 종료 날짜에 대해 논쟁해 왔다. 문화("제도들의 망"이라는 의미에서)에 대해 플로렌스 뒤퐁과 크리스토퍼 우드올은 "다른 시기 사이에 구분이 없다"고 썼다. 그러나 그들은 리비우스의 로마사에 대한 견해를 언급하며, 로마인들이 자신들의 정복이 초래한 "도덕적으로 약화시키는 결과"로 자유를 잃었다고 주장한다.

### 초기 시작 날짜에 대한 주장 (기원전 134년 ~ 73년경)
폰 운게른-슈테른베르크는 티베리우스 그라쿠스가 호민관으로 취임한 기원전 134년 12월 10일을 정확한 시작 날짜로 주장하거나, 또는 그가 기원전 133년에 토지개혁 제안을 처음 발표한 때를 주장한다. 알렉산드리아의 아피아노스는 이 정치 위기가 "로마 내전의 서문"이었다고 썼다. 벨레이우스는 기원전 133년에 그라쿠스가 전례 없이 호민관 재선에 나섰고, 이로 인해 발생한 폭동과 논란이 위기를 시작했다고 언급했다.
이것이 로마 시에서 내전의 피가 흐르고 칼이 자유롭게 난무 [sic]하게 된 시작이었다. 그때부터 정의는 힘에 의해 전복되었고, 가장 강한 자가 우위에 섰다. — Velleius, Vell. Pat. 2.3.3–4, Harriet I. Flower 번역 및 인용

어쨌든 기원전 133년에 티베리우스 그라쿠스가 암살된 것은 "로마 역사의 전환점이자 로마 공화정 위기의 시작"을 알렸다.
바르베트 S. 스파에스는 특히 "후기 로마 공화정 초기의 그라쿠스 위기..."를 언급한다.
스파르타쿠스에 대한 대중 역사를 쓴 닉 필즈는 시칠리에서 제1차 노예전쟁이 시작된 기원전 135년을 시작 날짜로 주장한다. 필즈는 다음과 같이 단언한다.
스파르타쿠스 휘하의 이탈리아 노예 반란은 가장 잘 조직되었을지 모르지만, 그런 종류의 첫 번째 반란은 아니었다. 로마를 괴롭혔던 다른 노예 반란들이 있었고, 우리는 스파르타쿠스가 그들의 실수를 통해 이득을 얻을 만큼 현명했다고 가정할 수 있다.

로마의 이탈리아 동맹국들이 로마의 지배에 반란을 일으킨 동맹시 전쟁의 시작은 공화정 종말의 시작으로 간주될 수 있다. 필즈는 또한 술라와 가이우스 마리우스 지지자들 간의 전쟁의 절정이었던 기원전 82년 콜리나 문 전투에서 삼니움인이 교전하면서 상황이 훨씬 더 악화되었다고 시사한다.
배리 스트라우스는 위기가 실제로 기원전 73년 "스파르타쿠스 전쟁"에서 시작되었다고 주장하며, 위험이 과소평가되었기 때문에 "로마는 평범한 인물들로 위기에 직면했다"고 덧붙였다.

### 후기 시작 날짜에 대한 주장 (기원전 69년 ~ 44년)
폴리오와 로널드 심은 위기의 시기를 율리우스 카이사르 시대인 기원전 60년부터만 시작한다고 본다. 카이사르가 기원전 49년에 루비콘강 (로마 이탈리아의 북부 경계를 이루는 강)을 자신의 군대와 함께 건넌 것은 로마법을 명백히 위반한 행위였으며, 이는 톰 홀랜드의 루비콘: 로마 공화정의 마지막 해를 비롯한 많은 책에서 언급된 바와 같이 공화정의 되돌릴 수 없는 지점이 되었다.

### 종료 날짜에 대한 주장 (기원전 49년 ~ 27년)
위기의 끝은 율리우스 카이사르의 암살인 기원전 44년 3월 15일로 볼 수 있는데, 카이사르와 술라가 "공화정 정부를 해체하는 데" 많은 일을 했기 때문이다. 또는 옥타비아누스가 원로원으로부터 아우구스투스 칭호를 받은 기원전 27년으로 볼 수도 있는데, 이는 로마 제국의 시작을 의미한다. 종료 시기를 더 이른 시점인 기원전 49년 율리우스 카이사르의 헌법 개혁 시기로 볼 수도 있다.

## 역사

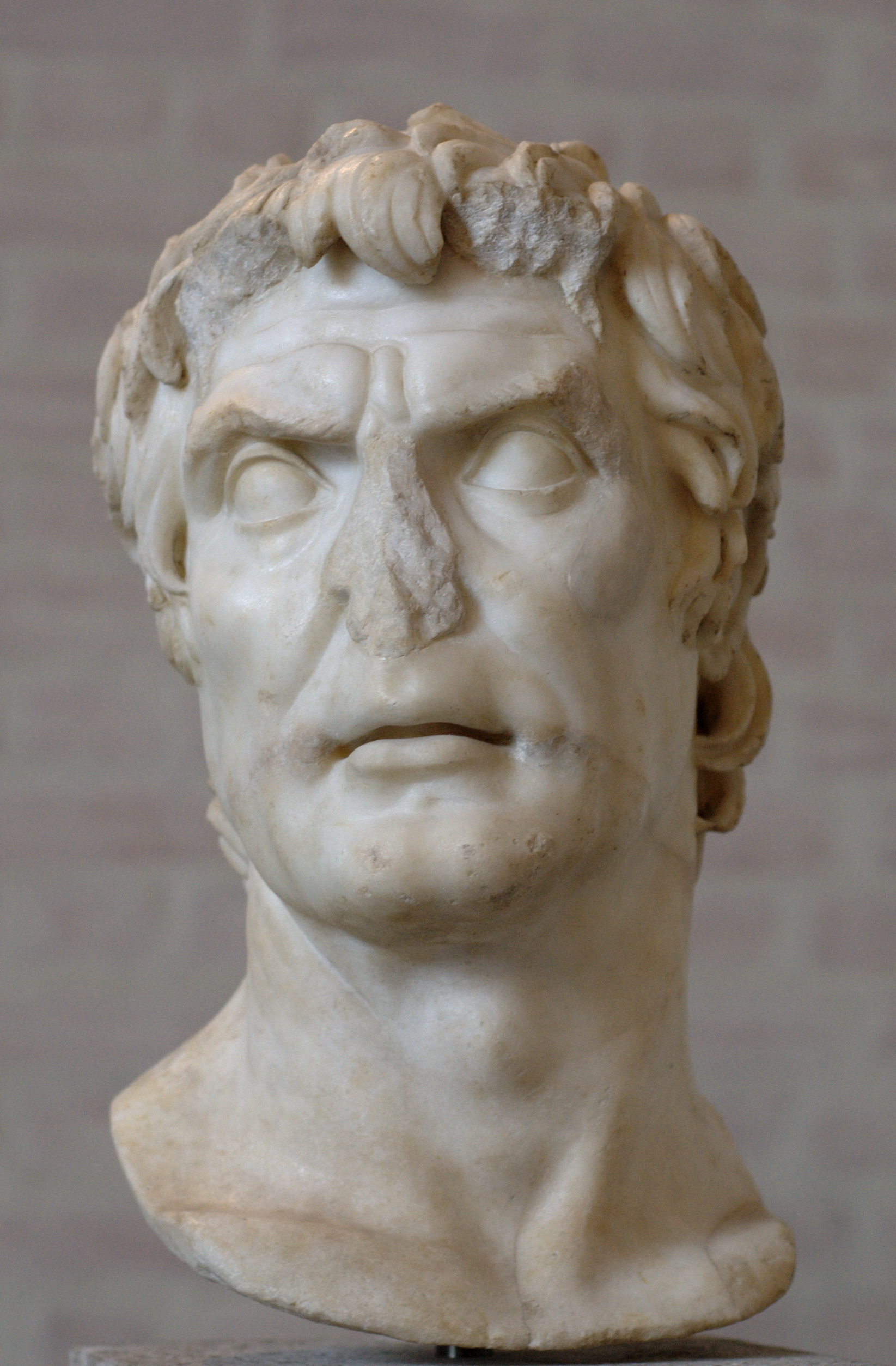
술라의 흉상. 그는 기원전 88년과 82년에 후기 공화정 로마에 자신의 군대를 이끌고 진군한 최초의 독재관이자 장군이었다.

제2차 포에니 전쟁 이후 소득 불평등이 크게 증가했다. 토지를 소유한 농민들은 점점 더 길어지는 전쟁에 징집되는 동안, 그들의 농장과 가옥은 파산에 이르렀다. 상당한 광물 자산은 인구에게 불균등하게 분배되었다. 로마 시 자체는 사치와 규모 면에서 크게 확장되었다. 정복을 통해 이탈리아로 끌려온 노예들의 해방은 도시와 농촌의 빈민 수를 대규모로 증가시켰다. 공화정은 역사가들 사이에서 여전히 논쟁 중인 이유로, 기원전 177년에 이탈리아에 로마 식민지를 정기적으로 건설하는 것을 중단했다. 이 식민지들의 주요 기능 중 하나는 도시와 농촌의 빈민에게 토지를 제공하여 토지를 소유한 농민의 징집 인구를 늘리고 하층 계급에게 경제적 기회를 제공하는 것이었다.

### 정치적 폭력
기원전 133년 티베리우스 그라쿠스의 호민관직은 공화정 헌법의 오랜 규범을 깨뜨렸다. 그라쿠스는 토지 개혁을 추진하는 법안을 통과시키는 데 성공했지만, 이는 그라쿠스와 같은 해의 호민관이었던 마르쿠스 옥타비우스가 대중의 압도적인 지지를 받는 절차에 거부권을 행사하려는 규범을 위반하는 시도에도 불구하고 이루어진 것이었다. 그라쿠스의 법안은 구 귀족의 사회정치적 권력에 도전하고, 그들의 경제적 이익을 침해할 것이었다. 옥타비우스의 초기 헌법 외적 행동은 그라쿠스가 유사하게 새로운 규범을 깨는 행동을 취하게 했고, 이는 공화정 규범의 더 큰 붕괴로 이어졌다. 티베리우스 그라쿠스가 평민 호민관으로 재선하려는 시도에 대한 반발은 당시 최고 사제였던 스키피오 나시카가 사적인 시민으로서 그리고 집정관이자 법학자인 푸블리우스 무키우스 스카이볼라의 조언에 반하여 행동하여 그를 암살하는 결과를 낳았다.
원로원의 폭력적인 반응은 또한 정치적 목적을 위한 폭력 사용을 정당화하는 역할을 했다. 정치적 폭력은 중기 공화정의 안정을 가져왔던 전통적인 공화정 규범이 정치 행위자들 간의 갈등을 해결할 수 없었음을 근본적으로 보여주었다. 이전 살해에 대한 복수 살인을 부추겼을 뿐만 아니라, 반복되는 사건들은 또한 현존하는 정치 시스템이 당면한 시급한 문제들을 해결할 수 없음을 보여주었다. 정치적 폭력은 또한 다른 정치적 견해를 가진 시민들을 더욱 분열시켰고, 원로원 의원들—심지어 합법적인 집행 권한이 없는 자들도—특정 정치적 신념을 가졌다는 이유만으로 시민들을 침묵시키기 위해 무력을 사용할 수 있다는 선례를 남겼다.
티베리우스 그라쿠스의 동생인 가이우스 그라쿠스는 나중에 호민관직을 계속 맡아 비슷한 확장 개혁을 통과시키려다 비슷한 폭력으로 살해당했다. 집정관 루키우스 오피미우스는 원로원에 의해 비상사태를 선포하고 군사력(크레타 출신의 외국 용병 다수 포함)을 사용하여 가이우스 그라쿠스, 마르쿠스 풀비우스 플라쿠스 및 추종자들을 살해하도록 권한을 부여받았다. 정치적 폭력으로 살해된 시민들이 적군으로 선언되지는 않았지만, 이는 귀족들이 폭력을 "기존 규범 내에서 정치적 참여, 협상, 타협보다 논리적이고 더 효과적인 대안"으로 믿었음을 분명히 보여주었다.
추가적인 정치적 폭력은 유명한 장군 가이우스 마리우스의 여섯 번째 집정관직 재임 중인 기원전 100년에 나타났다. 마리우스는 당시 킴브리 전쟁의 긴급성으로 인해 몇 년간 연속해서 집정관직을 맡고 있었다. 이러한 연속 집정관직은 집정관직 사이에 10년의 간격을 의무화하는 로마법을 위반하는 것이었으며, 주로 규범에 기반한 헌법을 더욱 약화시켰다. 기원전 100년으로 돌아가면, 수많은 무장 갱단—어쩌면 민병대라고 더 잘 설명될—이 거리 폭력을 일으켰다. 고위직 후보였던 가이우스 멤미우스도 암살되었다. 마리우스는 집정관으로서 폭력을 진압하라는 요청을 받았고, 그는 상당한 노력과 군사력으로 이를 수행했다. 그의 무토지 군단병들은 직접 투표에도 영향을 미쳤는데, 재산 자격 미달로 직접 투표할 수는 없었지만, 투표할 수 있는 사람들을 위협할 수 있었다.

### 술라의 내전
로마의 이탈리아 동맹국들과 충성파들 간의 내전 성격을 띠었던 동맹시 전쟁이 로마가 거의 모든 이탈리아 공동체에 시민권을 부여함으로써만 해결된 후, 국가 앞에 놓인 주요 문제는 이탈리아인들을 로마 정치 체제에 어떻게 통합할 것인가였다. 기원전 88년 호민관 푸블리우스 술피키우스 루푸스는 이탈리아인들에게 더 큰 정치적 권리를 부여하는 법안을 통과시키려 시도했다. 이 입법 프로그램에 추가된 것 중 하나는 다가오는 제1차 미트리다테스 전쟁의 지휘권을 술라에서 정치에 재입문한 가이우스 마리우스에게 이전하는 것이었다. 플라워는 "마리우스의 경력을 촉진하는 데 동의함으로써 술피키우스는... 로마의 정치적 상황을 통제하고 개혁을 통과시키기 위해 공화정 규범을 제쳐두기로 결정했다"고 썼다.
술라를 소환하려는 시도는 그가 당시 놀라(나폴리 근처)에 주둔해 있던 자신의 군대와 함께 로마로 진군하는 전례 없고 전혀 예상치 못한 사건으로 이어졌다. 이 선택은 무력 사용에 대한 모든 공화정 규범을 붕괴시켰다. 로마로의 첫 번째 진군(그는 다시 침공할 것이었다)에서 그는 자신의 많은 정치적 반대자들을 국가의 적으로 선언하고 그들의 살해를 명령했다. 마리우스는 아프리카의 우호적인 군단병 식민지로 도망쳤다. 술피키우스는 살해당했다. 그는 또한 두 명의 새로운 집정관을 임명하고 칼을 겨누고 헌법의 주요 개혁을 강요한 다음, 미트리다테스와의 전역에 나섰다.
술라가 미트리다테스와 싸우는 동안, 루키우스 코르넬리우스 킨나는 로마 국내 정치를 지배하며 선거와 시민 생활의 다른 부분들을 통제했다. 킨나와 그의 지지자들은 술라의 친구가 아니었다. 그들은 로마에 있는 술라의 집을 불태우고, 그의 지휘권을 명목상 박탈했으며, 그의 가족을 도시에서 도망치게 했다. 킨나 자신은 연속 세 번이나 집정관직에 당선되었다. 그는 또한 자신의 정치적 반대자들을 숙청하고, 그들의 머리를 포룸의 연단에 전시했다. 전쟁 중에 로마는 미트리다테스에 맞서 두 개의 군대를 파견했다. 하나는 술라 휘하, 다른 하나는 술라와 미트리다테스 모두와 싸우는 군대였다. 술라는 미트리다테스와 관대한 평화를 체결한 후 기원전 82년에 자신의 군대를 이끌고 돌아와 킨나 파벌의 지배로부터 도시를 되찾았다. 내전에서 승리하고 수천 명의 정치적 반대자와 "적"(그들 중 다수는 재산 때문에 표적이 되었다)을 공화국에서 숙청한 후, 그는 민회를 강제하여 자신을 헌법 안정을 위한 종신 독재관으로 만들었다. 술라는 또한 자신이 살해를 명령한 사람들의 친척들이 정치에 참여하는 것을 막는 법적 장벽을 만들었는데, 이는 약 40년 후에 율리우스 카이사르의 독재정 시기에만 해제될 수 있었다. 그리고 이 전례 없는 수준의 폭력을 사용함으로써 술라는 국가를 장악할 수 있었을 뿐만 아니라, 힘을 사용한 후 빠르게 영향력을 잃었던 스키피오 나시카나 가이우스 마리우스와 달리 통제권을 유지할 수 있었다.
술라의 독재 정치는 중기 공화정의 합의 기반 원로원 의사결정 문화를  그 문화를 유지하고 재생산하는 많은 사람들을 숙청함으로써 종식시켰다. 일반적으로 술라의 독재 개혁은 정치 권력을 원로원과 귀족 민회에 집중시키려 했고, 호민관과 플레브스 민회의 방해 및 입법 권한을 줄이려 했다. 이를 위해 그는 민회에 제출되는 모든 법안이 먼저 원로원의 승인을 받도록 요구했고, 호민관의 거부권을 개인적 사면 요청에만 제한했으며, 호민관으로 선출된 사람은 다른 모든 마지스트라투스 직책을 맡는 것을 금지했다. 호민관직의 권한을 박탈하는 것 외에도, 이 마지막 조항은 호민관직을 막다른 길로 만들어 야심 찬 젊은이들이 이 직책을 추구하는 것을 막기 위한 것이었다.
술라는 또한 이탈리아 지방에서 온 많은 에퀴테스를 승진시키고 매년 선출되는 20명의 재무관을 자동으로 원로원에 편입시킴으로써 원로원을 영구적으로 확대했다. 원로원 계급은 새로 창설된 상설 법원을 구성하기 위해 이렇게 확대되었다. 이러한 개혁은 너무 많은 권력을 가진 정치적 행위자들이 등장하는 것을 막고, 그들을 확대된 원로원 계급에 책임지도록 하기 위해 법률 시스템을 공식화하고 강화하려는 시도였다.
그는 또한 쿠르수스 호노룸을 명확하게 사무직 진로와 관련 연령 요건을 명시함으로써 엄격하게 공식화했다. 다음으로, 행정을 돕기 위해 그는 재무관의 수를 20명으로 두 배 늘리고 법무관 2명을 더 추가했다. 더 많은 마지스트라투스 수는 또한 지방 임명의 기간을 단축하여(그리고 지방에서 권력 기반을 구축할 가능성을 줄여) 교체율을 높일 수 있음을 의미했다. 더욱이, 마지스트라투스는 10년 동안 어떤 직책에도 재선될 수 없었으며, 임기가 끝난 후 2년 동안 다른 어떤 직책도 맡을 수 없었다.
기원전 80년에 집정관으로 선출된 후, 술라는 독재관직에서 사임하고 자신의 공화정 헌법 개혁을 공고히 하려 했다. 술라의 개혁은 실현 불가능함이 입증되었다. 술라의 새 공화정 초기 몇 년은 스페인에서 퀸투스 세르토리우스에 대한 내전의 지속뿐만 아니라, 당시 집정관이었던 마르쿠스 아이밀리우스 레피두스의 기원전 78년 반란에도 직면했다. 상당한 대중 불안과 함께, 호민관의 권한은 기원전 70년에 술라 자신의 부관들인 폼페이와 크라수스에 의해 빠르게 복원되었다. 술라는 자신이 했던 것처럼 로마로 진군하는 것을 불법으로 만드는 법안을 통과시켰지만, 자신이 승리하는 한 개인적인 해가 없음을 방금 보여주었으므로 이는 거의 효과가 없었다. 술라의 행동과 내전은 헌법의 권위를 근본적으로 약화시켰고, 야심 찬 장군이 단순히 무력으로 전체 공화정 헌법을 우회할 수 있다는 명확한 선례를 만들었다. 술라가 만든 더 강력한 법원과, 집정관이 임기 동안 도시에 머무르도록 강제하는(선출되면 지방 지휘부로 가는 대신) 지방 행정 개혁 또한 공화정을 약화시켰다. 법원의 엄격한 처벌은 불안정화를 도왔고, 지휘관들은 자신들이 처벌받기보다는 내전을 시작하려 했으며, 두 명의 집정관이 도시에 있는 것은 교착 상태의 가능성을 높였다. 많은 로마인들도 술라의 전례를 따라 지방 지휘를 거부하여 군사 경험과 영광을 소수의 주요 장군들에게 집중시켰다.

### 공화정의 붕괴

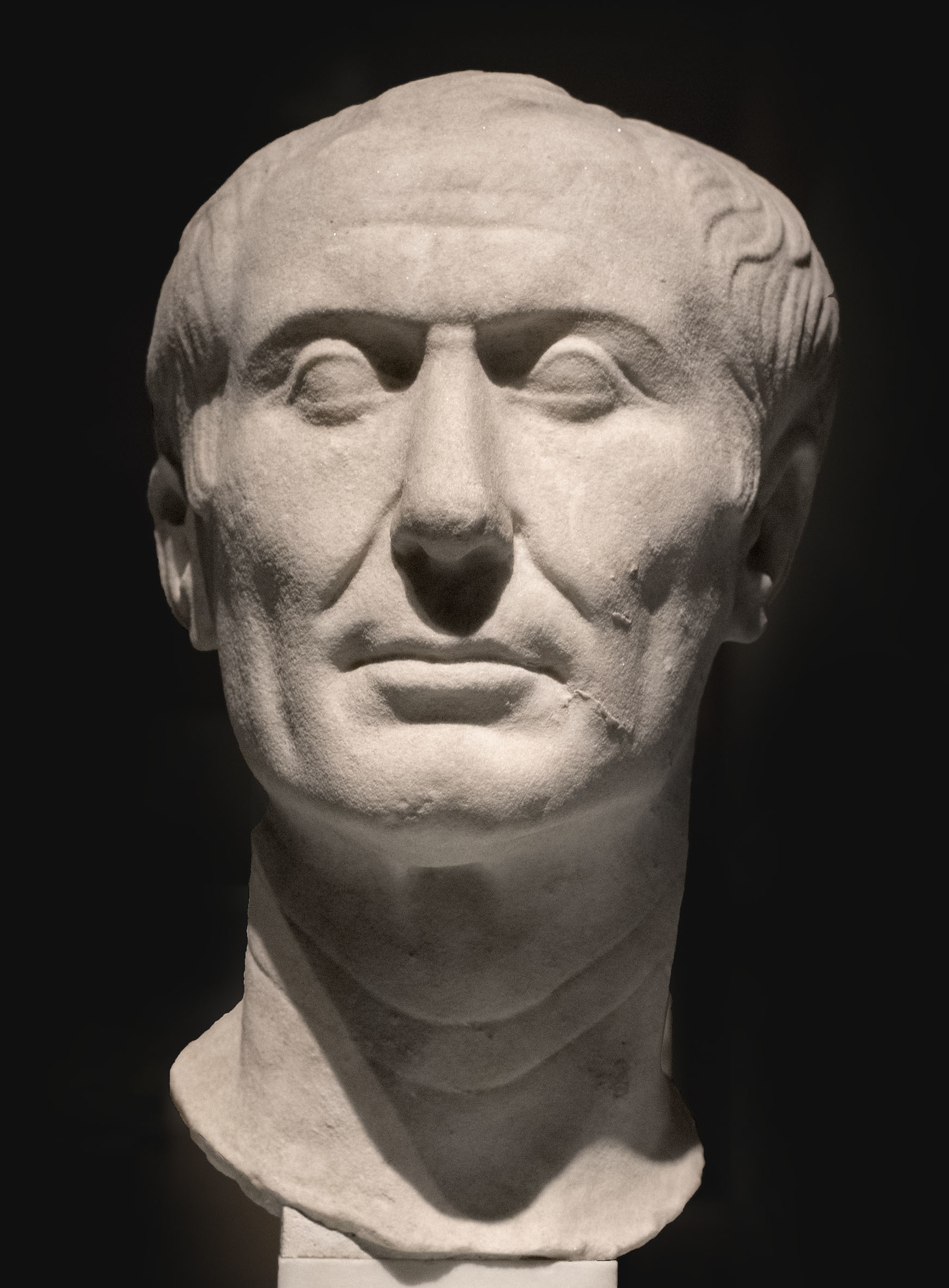
율리우스 카이사르의 생전 제작된 유일한 흉상

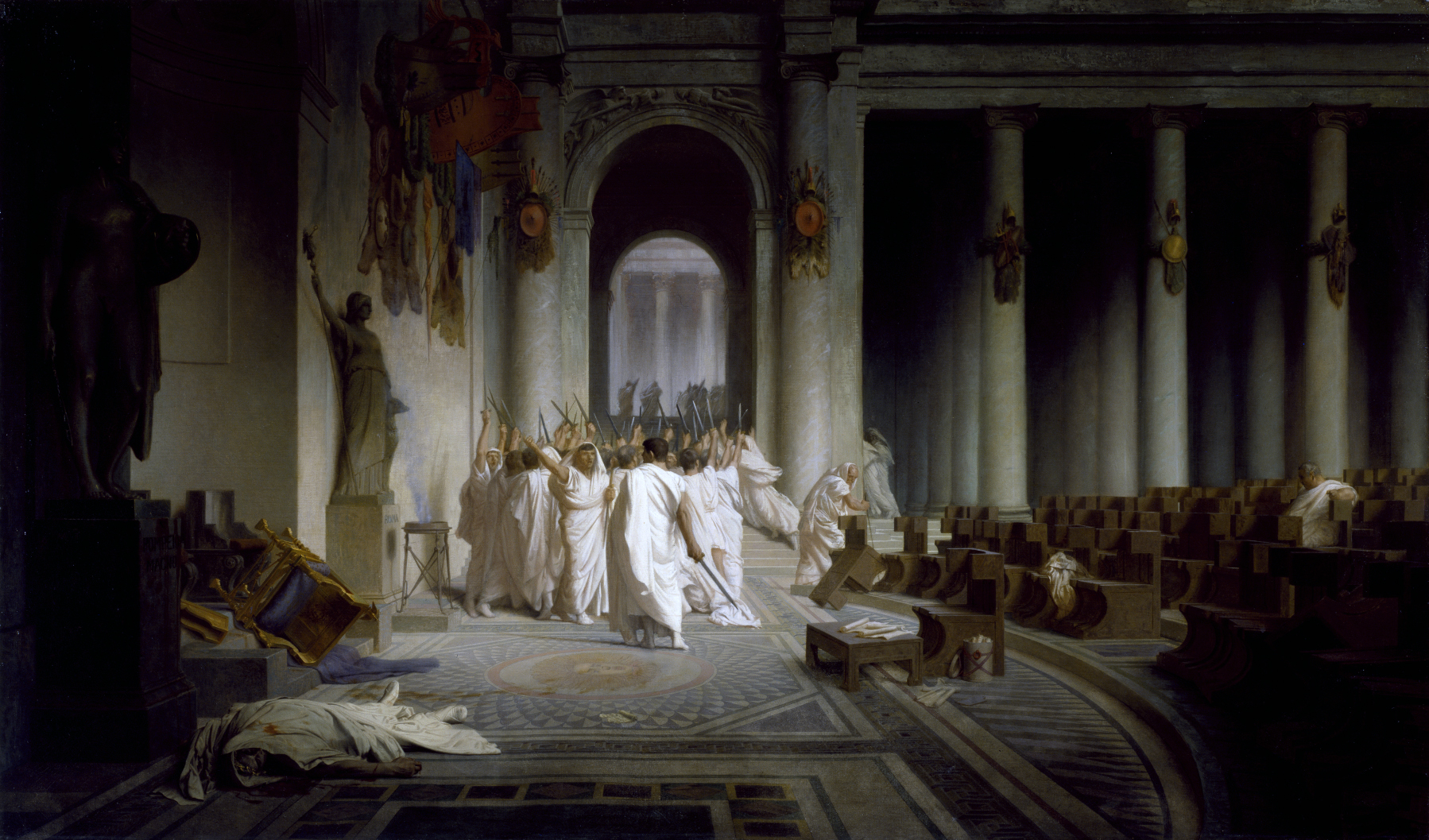
1867년에 그려진 카이사르의 죽음 묘사, 카이사르의 죽음, 장레옹 제롬

공화정 말기 동안, 이전에 권위 있었던 제도들은 신뢰와 권위를 잃었다. 예를 들어, 술라의 원로원 개혁은 귀족 계급을 도시에 남은 자들과 해외 고위직에 오른 자들로 강력히 분할하여 로마인들, 심지어 최고위층 사이의 계급 분열을 더욱 심화시켰다. 또한, 공화정 말기의 군사적 지배와, 장군과 부대 간의 더 강한 유대(더 긴 복무 기간과 부대가 퇴직 후 생활을 장군에게 의존하는 것 때문에) 및 방해적인 중앙 정부는 수많은 불만 있는 병사들이 국가에 대항하여 무장할 의지를 가지게 만들었다. 정치적 변화를 방해하거나 강제하는 수단으로서 폭력의 제도화(예: 그라쿠스 형제의 죽음과 술라의 독재 정치가 각각 이에 해당)가 더해지면서, 공화정은 원로원, 로마의 민회, 그리고 프로마지스트라투스(전직 마지스트라투스) 간의 점점 더 폭력적이고 무정부적인 투쟁에 휩싸였다.
기원전 60년대 초반에도 정치적 폭력은 다시 고개를 들기 시작했으며, 기원전 66년부터 63년까지 매년 집정관 선거에서 불안이 발생했다. 카틸리나의 반란—그 해의 집정관이었던 키케로에게서 많은 이야기를 듣는다—은 시민의 적법 절차 권리를 침해하고 로마 정부와 시민 관계에 사형제를 도입함으로써 진압되었다. 술라의 개혁 이후 공화정 정치의 무정부 상태는 농지 개혁, 추방된 가문의 시민권 박탈, 마리우스 지지자와 술라 지지자 간의 격렬한 파벌주의를 해결하는 데 아무런 도움이 되지 않았다. 이 시기 내내 폼페이의 비상한 동방 장기 지휘권은 그를 부유하고 강력하게 만들었다. 기원전 62년에 그의 귀환은 공화정 체제 내에서 처리될 수 없었다. 그의 업적은 인정받지 못했고, 그를 더 많은 승리를 거두기 위해 도시 밖으로 보낼 수도 없었다. 그의 비상한 지위는 "원로원과 본국의 마지스트라투스가 통제할 수 없는 불안정한 상황"을 만들었다. 키케로의 집정관 재임 중 행동과 폼페이의 위대한 군사적 성공은 모두 야망을 억제하고 처벌을 법원에 맡기도록 의도된 공화정의 법률 코드를 위반했다.
기원전 59년부터 카이사르, 크라수스, 폼페이 등 세 사람으로 구성된 제1차 삼두정치의 국가 지배는 로마의 질서나 평화를 회복하는 데 거의 도움이 되지 않았다. 첫 번째 "삼두정치"는 선거를 통제하고, 계속해서 직위를 보유하며, 장기간의 직권상 정치적 면책을 통해 법을 위반함으로써 공화정 정치를 지배했다. 이러한 정치적 권위는 다른 마지스트라투스들을 너무나도 압도하여 그들이 그들의 정책에 반대하거나 반대 의견을 표명하는 것을 꺼리게 만들었다. 정치적 폭력은 더욱 심각하고 혼란스러워졌다. 기원전 50년대 중반에 푸블리우스 클로디우스 풀케르와 티투스 안니우스 밀로의 통제 하에 있던 대결하는 거리 갱단들로 인해 발생한 완전한 무정부 상태는 50년대에 질서 있는 집정관 선거를 반복적으로 방해했다.
원로원 의사당의 파괴와 폭력의 확대는 계속되었으며, 폼페이가 기원전 52년에 민회와의 협의 없이 원로원에 의해 단독 집정관으로 임명될 때까지 이어졌다. 폼페이에 의한 도시 지배와 반복된 정치적 불규칙성은 카이사르가 자신이 편향된 법원과 불공정하게 집행되는 법률이라고 생각하는 것에 자신을 맡기기를 꺼리게 만들었으며, 이는 카이사르의 내전으로 이어졌다.
카이사르의 내전으로 시작된 시기를 실제로 공화정의 일부로 불러야 하는지는 학문적 논쟁의 여지가 있다. 카이사르의 승리 이후, 그는 기원전 44년 리베라토레스의 손에 암살될 때까지 독재 정권을 통치했다. 카이사르 파벌은 빠르게 국가를 장악했으며, 제2차 삼두정치(카이사르의 양아들인 옥타비아누스와 독재관의 가장 중요한 두 지지자인 마르쿠스 안토니우스 및 마르쿠스 아이밀리우스 레피두스로 구성)를 출범시키고, 정치적 적들을 숙청했으며, 필리피 전투에서 리베라토레스의 내전의 암살자들을 성공적으로 물리쳤다. 제2차 삼두정치는 상호 합의 가능한 해결책에 도달하는 데 실패하여 공화정의 최종 내전으로 이어졌는데, 이 전쟁에서 전직 속주 총독들과 그들의 군대가 승리했으며, 그렇게 함으로써 공화정은 영구적으로 붕괴되었다. 이제 아우구스투스가 된 옥타비아누스는 최초의 로마 황제가 되었고, 과두적 공화정을 전제적 로마 제국으로 변모시켰다.

## 같이 보기
- 헌정 위기
- 군인 황제 시대
- 기록말살형
- 민주주의 후퇴
- 서로마 제국의 몰락

## 내용주
1. ↑  Nb that Gracchus was in fact successful in passing his land reform bill. He was not, however, successful in being returned for a consecutive term as tribune.
2. ↑  Eg Lucius Sergius Catalina killing those who had killed his own family during the Sullan proscriptions.
3. ↑  Flower notes that ironically, while Marius was able to defeat immense armies of Germanic invaders and was hailed with transgiving, triumphs, and other honours, he would retire (shortly) from politics in the 90s BC as a failure for his inability to handle the increasingly violence and anarchic politics of the republic.[39]
4. ↑  Permanent courts, such as the extortion court established by the lex Calpurnia, had been established in the middle republic primarily to try crimes against the state and extortion of the populace. Over time, the jury pool of these courts was enlarged to include equestrians, before shutting out Senators entirely. One of the Sullan reforms was to restrict the pool of these courts back to the Senatorial class.[46]

## 참고 자료
- Abbott, Frank Frost (1963) [1901]. 《A History and Descriptions of Roman Political Institutions》 3판. New York: Noble Offset Printers Inc.
- Börm, Henning; Gotter, Ulrich; Havener, Wolfgang (2023). 《A culture of Civil War? "Bellum civile" and political communication in Late Republican Rome》. Stuttgart: Franz Steiner Verlag. ISBN 9783515134019.
- Brunt, P. A. (1988). 《The fall of the Roman Republic and related essays》. Oxford: Clarendon Press. ISBN 0-19-814849-6. OCLC 16466585.
- Duncan, Mike (2017년 10월 24일). 《The storm before the storm: the beginning of the end of the Roman republic》 1판. New York: Hachette. ISBN 978-1-61039-721-6.
- Dupont, Florence (1993). 《Daily life in ancient Rome》. 번역 Woodall, Christopher. Oxford, UK: Blackwell. ISBN 0-631-17877-5. OCLC 25788455.
- Eisenstadt, S. N.; Roniger, Luis (1984). 《Patrons, clients, and friends : interpersonal relations and the structure of trust in society》. Cambridge: Cambridge University Press. ISBN 0-521-24687-3. OCLC 10299353.
- Fields, Nic (2009). 《Spartacus and the Slave War 73–71 BC : a gladiator rebels against Rome》. Steve Noon. Oxford: Osprey. ISBN 978-1-84603-353-7. OCLC 320495559.

- Flower, Harriet I., 편집. (2014) [2004]. 《The Cambridge Companion to the Roman Republic》 2판. Cambridge University Press. ISBN 978-1-107-66942-0.
  - Brennan, T Corey. "Power and Process under the Republican "Constitution"". In Flower (2014), pp. 19–53.
  - von Ungern-Sternberg, Jorgen. "The Crisis of the Roman Republic". In Flower (2014), pp. 78–100.

- Flower, Harriet I. (2010). 《Roman republics》. Princeton: Princeton University Press. ISBN 978-0-691-14043-8. OCLC 301798480.
- Gruen, Erich S. (1995). 《The Last Generation of the Roman Republic》. Berkeley. ISBN 0-520-02238-6. OCLC 943848.
- Holland, Tom (2003). 《Rubicon : the last years of the Roman Republic》 1판. New York: Doubleday. ISBN 0-385-50313-X. OCLC 52878507.
- Lintott, Andrew (1999). 《The Constitution of the Roman Republic》. Oxford: Oxford University Press. ISBN 0-19-926108-3. Reprinted 2003, 2009.
- Losch, Richard R. (2008). 《All the people in the Bible : an a–z guide to the saints, scoundrels, and other characters in scripture》. Grand Rapids: William B. Eerdmans. ISBN 978-0-8028-2454-7. OCLC 213599663.
- Meier, Christian (1995). 《Caesar: a biography》. David McLintock. New York: BasicBooks/HarperCollins. ISBN 0-465-00894-1. OCLC 33246109.
- Meier, Christian (1997). 《Res publica amissa: eine Studie zu Verfassung und Geschichte der späten römischen Republik》 (독일어). Suhrkamp. ISBN 978-3-518-57506-2.
- Polybius (1823). 《The General History of Polybius: Translated from the Greek》 2 Fif판. Oxford: Printed by W. Baxter.
- Ridley, R. T. (2016). 《The Fall of the Roman Republic》. 《Agora》 51. 66쪽.
- Seager, Robin, 편집. (1969). 《The crisis of the Roman republic : studies in political and social history》. Cambridge: Heffer. ISBN 0-85270-024-5. OCLC 28921.
- Spaeth, Barbette (1996). 《The Roman Goddess Ceres》. U. of Texas Press. ISBN 0-292-77693-4.
- Steel, Catherine (2014). 《The Roman Senate and the post-Sullan res publica》. 《Historia: Zeitschrift für Alte Geschichte》 63. 328쪽.
- Strauss, Barry S. (2009). 《The Spartacus war》 1판. New York: Simon & Schuster. ISBN 978-1-4165-3205-7. OCLC 232979141.
- Syme, Ronald (1999). 《The provincial at Rome: and, Rome and the Balkans 80 BC – AD 14》. Anthony Birley. University of Exeter Press. ISBN 0-85989-632-3. OCLC 59407034.
- Wiedemann, Thomas E. J. (1994). 《Cicero and the end of the Roman Republic》. London: Bristol Classical Press. ISBN 1-85399-193-7. OCLC 31494651.
- Wiseman, T. P. (2009). 《Remembering the Roman people : essays on late-Republican politics and literature》. Oxford: Oxford Univ. Press. ISBN 978-0-19-156750-6. OCLC 328101074.